# Dermatophyllum secundiflorum
El frijolito de Texas (Dermatophyllum secundiflorum) es un pequeño árbol perennifolio de la familia de las fabáceas originario de Texas, Nuevo México y México (Coahuila y Nuevo León).

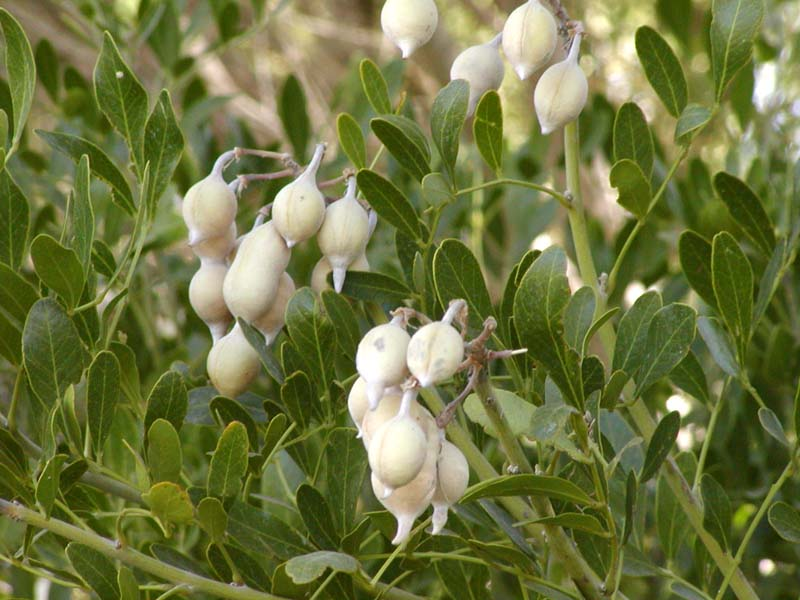
Legumbres.

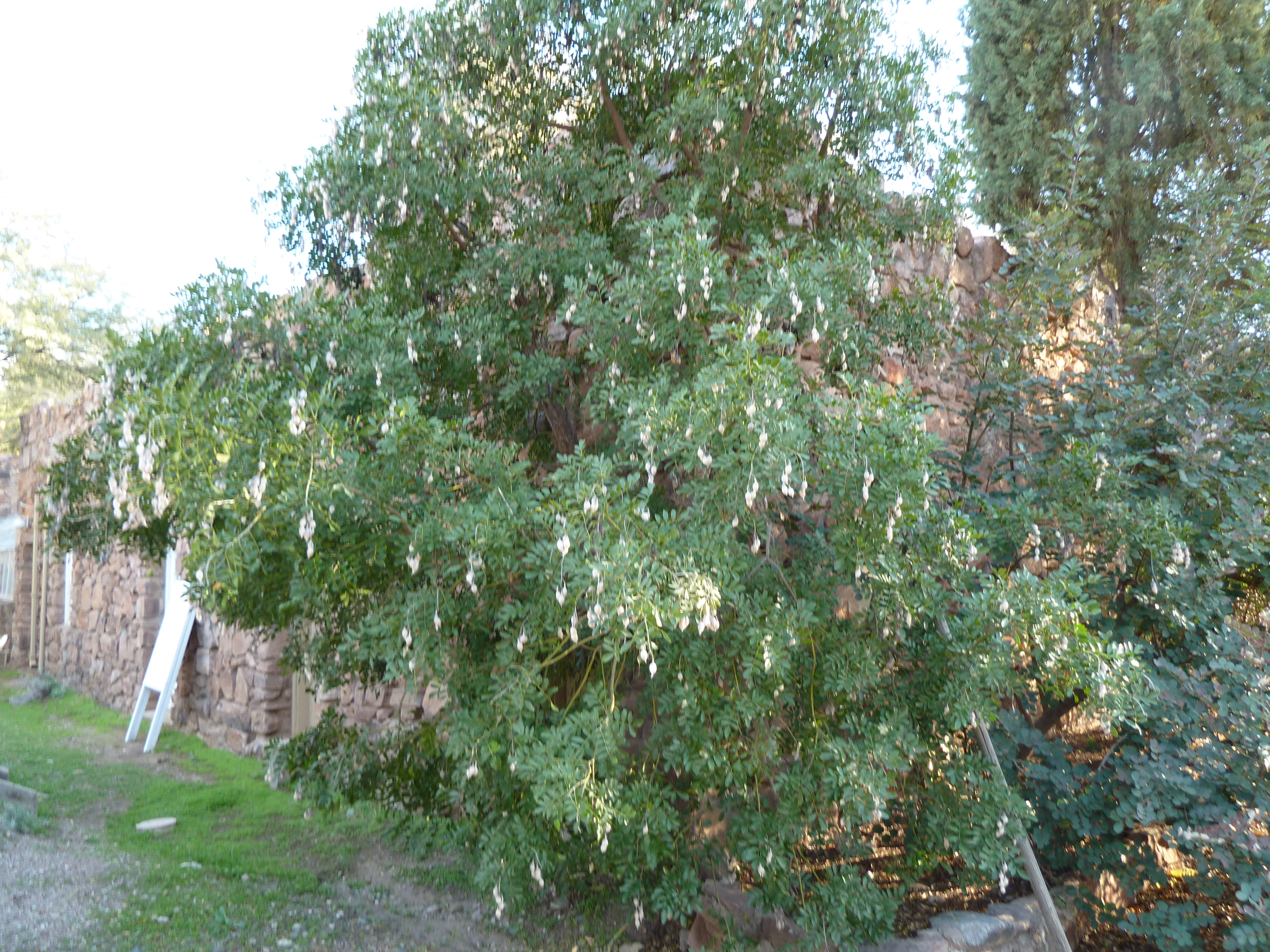
Árbol.

## Descripción
Crece de 1 a 12 m de altura, con un tronco de 2 dm de diámetro, frecuentemente en densas matas por renovales de raíz. Las hojas son siempreverdes, correosas, de 6 a 15 cm de longitud, pinnadas con 5 a 11 folíolos ovales, coriáceo, brillantes, de 2 a 5 cm de largo por 1 a 3 cm de ancho; el peciólo de 3 mm de largo. Las flores, en primavera, son fragantes, purpúreas, típicas flores de leguminosas en forma; inflorescencia terminal en racimos erectos o caídos de 4 a 10 cm de long. El fruto es una legumbre dura, maderosa, pubescente, de 2 a 17,5 cm de longitud, por 1,2 a 1,9 mm de ancho, con 1 a 6 semillas ovales, color rojo escarlata brillante, de 1 a 1,5 cm de largo y 1 cm de diámetro.
Todo el vegetal del frijolito es muy venenoso, tiene el alcaloide citisina (no mescalina, como sugiere el nombre). Las semillas y otras partes de la planta se usan como alucinógeno por varios pueblos originarios, pero es impreciso, debido a confusión en los nombres. Los síntomas de envenenamiento por la citisina son muy desagradables: náusea, vómito; dosis muy pequeñas como una sola semilla puede ser fatal.
El frijolito de Texas se confunden con el "laurel de montañal", que en realidad es muy diferente y pertenece a un género no relacionado, Kalmia (familia Ericaceae).

## Taxonomía
Esta especie descrita por Ortega en 1798 como Broussonetia secundiflora, fue incluida en el género Calia por Yakovlev En 2011, Kanchi Gandhi et.al. establecieron que el nombre correcto para el género es Dermatophyllum y para la especie D. secundiflorum.
Sinonimia
- Agastianis secundiflora (Ortega) Raf.
- Broussonetia secundiflora Ortega
- Calia erythrosperma Teran & Berland.
- Calia secundiflora (Ortega) Yakovlev
- Calia secundiflora Raf. ex B.D. Jacks.
- Calia secundiflora subsp. albofoliolata Yakovlev
- Cladrastis secundiflora Raf.
- Dermatophyllum speciosum Scheele
- Sophora secundiflora (Ortega) DC.
- Sophora sempervirens Engelm.
- Sophora speciosa Benth.
- Virgilia secundiflora Cav.[1][4][5]